# Svitzer
Svitzer A/S startede i 1833 som Svitzer Bjærgnings-Entreprise grundlagt af grosserer Emil Z. Svitzer og blev i 1872 omdannet til et aktieselskab. Dette skulle ligeledes ses i sammenhæng med omdannelsen af B&W samt fusionerne der førte til DFDS. 
I 1979 blev selskabet erhvervet af rederiet A.P. Møller og det eksisterer i dag som en del af Mærsk gruppen. I 2004 trådte Jesper Lok til som adm. direktør, indtil 2012, hvor Robert Mærsk Uggla tog over. Man kan ikke ud af koncernregnskabet læse hvor stor en omsætning selskabet har, men firmaet har baser i 34 lande, har 440 skibe, og er verdens ældste bugser- og bjergningsselskab.

## Historie
Ved starten i 1833 bestod selskabets materiel i en kutter, en kragejolle samt en robåd med 12 årer som var stationeret i Kastrup på Amager. I 1842 indkøbes det første professionelle dykkerudstyr fra England og fra 1852 begyndte man at anskaffe dampskibe. Selskabet blev i 1872 omdannet til et aktieselskab og siden er aktiviteterne blevet udvidet til at omfatte, først Skandinavien, siden Europa og nu hele verden og det regnes for et af de største bugseringsselskaber.

## Direktion
Denne liste er ufuldstændig; hjælp gerne med at udfylde den.
- 1833-1886: Emil Z. Svitzer
- 1886-1896: H.P.J. Lyngbye
- 1899-1929 [1]: Otto Hecksher
- 2004-2012: Jesper Lok
- 2012-2016: Robert Mærsk Uggla
- 2016-2020: Henriette H. Thygesen
- 2020-:Kasper Friis Nilaus

## Eksterne links
1. ↑  iflg. gravsten på Vestre Kirkegård, København

- SVITZER A/S